# Його дівчина П'ятниця
«Його дівчина П'ятниця» (англ. His Girl Friday) — американська бурлескна комедія режисера Говарда Гоукса, поставлена в 1940. Вільна екранізація п'єси Бена Гехта і Чарльза Макартура (в оригіналі головні герої — чоловіки). Пізніші екранізації тієї ж п'єси — «Перша смуга» (1974) і «Перемикаючи канали» (1987).

## Сюжет
Волтер Берні — головний редактор газети, Гільді Джонсон — його колишня дружина і найкраща репортерка. Вона приходить повідомити Волтеру, що одружується і покидає газету. Пропалений цинік, той все ще любить Гільді, та й найкращу співробітницю втрачати не хоче, тому дає їй останнє завдання — узяти інтерв'ю у засудженого до смерті Мерфі. Це буде її найкращий репортаж, вершина кар'єри.

## У ролях
| Актор            | Роль                         |
| ---------------- | ---------------------------- |
| Кері Грант       | Волтер Бернс                 |
| Розалінд Расселл | Гільдегард (Гільді) Джонсон  |
| Ральф Белламі    | Брюс Болдуін                 |
| Джин Локхарт     | шериф Пітер (Пінкі) Хартвелл |
| Кларенс Колб     | мер                          |
| Ебнер Біберман   | Луї                          |
| Френк Орт        | Даффі                        |
| Джон Куола       | Ерл Вільямс                  |
| Гелен Мек        | Моллі Маллой                 |
| Альма Крюгер     | місіс Болдуін                |

## Знімальна група
- Режисер — Говард Гоукс
- Сценарист — Чарльз Ледерер, Бен Гехт, Чарльз Макартур (п'єса)
- Продюсер — Говард Гоукс
- Композитор — Сідні Катнер, Фелікс Міллс